# Nawrót kapilarny
Nawrót kapilarny (ang. Capillary Refill Time – CRT) – w medycynie orientacyjne badanie mające na celu ocenę perfuzji obwodowej. Badanie polega na uciśnięciu (z siłą wystarczającą do zblednięcia skóry) przez 5 sekund paznokcia palca ręki położonego na wysokości serca. Po zwolnieniu ucisku mierzy się czas, jaki upływa do momentu powrotu koloru otaczającej skóry. W warunkach prawidłowych nawrót kapilarny powinien wynosić poniżej 2 sekund. Wydłużenie czasu świadczy o zaburzeniach krążenia obwodowego. Badanie to wykorzystuje się głównie w medycynie ratunkowej, w celu zdiagnozowania stanu wymagającego szybkiej interwencji medycznej.
Fałszywie dodatnie wyniki mogą być spowodowane niską temperaturą otoczenia, podeszłym wiekiem badanego czy złym oświetleniem.